# 민주당 (칠레)

칠레 민주당(스페인어: Partido por la Democracia, PPD)은 칠레의 사회민주주의 정당으로 1987년 창당되었다.